# Alcanizes
Alcanises ou Alcanices (em castelhano Alcañices) é um município da Espanha na província de Zamora, comunidade autónoma de Castela e Leão, de área 54,85 km² com população de 1114 habitantes (2004) e densidade populacional de 20,31 hab/km².

## História
Nesta vila foi assinado a 12 de Setembro de 1297 o Tratado de Alcanises que fixou as fronteiras entre o reino de Portugal e os reinos de Leão e Castela. Essas fronteiras, que sofreram poucas alterações até hoje, são as mais antigas da Europa. Os signatários foram D. Dinis de Portugal e D. Fernando IV de Leão e Castela.

## Demografia
| Variação demográfica do município entre 1991 e 2004 | Variação demográfica do município entre 1991 e 2004 | Variação demográfica do município entre 1991 e 2004 | Variação demográfica do município entre 1991 e 2004 |
| --------------------------------------------------- | --------------------------------------------------- | --------------------------------------------------- | --------------------------------------------------- |
| 1991                                                | 1996                                                | 2001                                                | 2004                                                |
| 1245                                                | 1229                                                | 1194                                                | 1114                                                |

## Povoações
- Alcanises
- Alcorcillo
- Santa Ana
- Vivinera